# Шістдесяткова система числення
 Шістдесяткова систе́ма чи́слення — це позиційна система числення з основою шістдесят.
Виникла в шумерів у 3 тисячолітті до н. е., використовувалась у стародавній Вавилонії. Зараз використовується в модифікованій формі для вимірювання часу, кутів і географічних координат.

## Історія

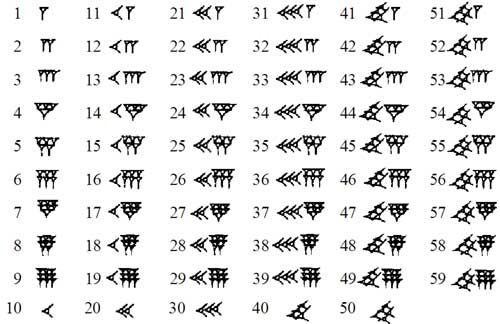
Вавилонські числа від 1 до 59

Основу вавилонської культури і науки стародавнього дворіччя, утвореного річками Тигром і Євфратом, заклали шумери. Основою цієї системи стала лічба на пальцях. Великим пальцем правої руки рахували фаланги інших пальців правої руки (4 по 3 = 12). Далі загинали палець лівої. Коли усі пальці лівої руки були загнуті - отримували цифру 60.
Видатним досягненням вавилонської математики було створення першої в історії позиційної шістдесяткової системи числення. Вона ґрунтувалася на використанні двох знаків: вертикальний клин означав 1, горизонтальний — 10. У цій системі числа 1, 2, …, 58, 59 були одиницями першого розряду, 60 одиниць першого розряду становили одиницю другого розряду, 60 одиниць другого розряду — одиницю третього розряду і т. д.
У межах одного розряду, наприклад від 1 до 59, лічба йшла за десятковою непозиційною системою, але при переході до кожного вищого розряду — за шістдесятковою позиційною.
У V ст. до н. е. в зв'язку з потребами астрономічних обчислень з'являється особливий знак, який виконує роль нуля. Його використовували, коли всередині числа не було одиниць якогось розряду. Раніше відсутність таких одиниць позначали інтервалами між клинописними знаками. Цікаво, що свій нуль шумери використовували лише всередині числа й ніколи не писали його, коли в числі не було одиниць першого або першого й другого розрядів.
Відсутність «нулів» у записах чисел, які не мають одиниць одного або кількох послідовних найнижчих розрядів, зумовлює їх багатозначність. Тільки з умови задачі та результатів обчислень можна встановити, яке саме число означає запис такого виду. Отже, вавилонська шістдесяткова система числення була ще непослідовною позиційною. І все-таки це був величезний крок уперед. Ми і тепер вимірюємо час і кути за шістдесятковою системою, винайденою шумерами понад п'ять тисячоліть тому.

## Структура шестидесяткового числа
Перший шістдесятковий знак після коми називається мінута (назва для часу: хвилина) ('), другий — секунда ("). Раніше використовувалися назви терція (‴) для третього знака, кварта (IV) для четвертого знака, квінта (V) для п'ятого знаку і т. д.

## Приклади використання

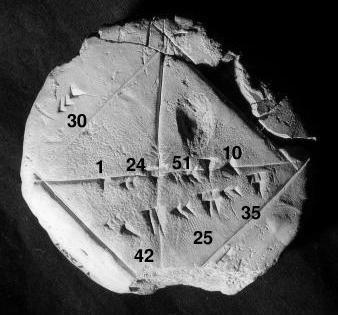
Вавилонянська табличка YBC 7289 на якій записане число 1;24,51,10 в шістдесятковій системі, яке є апроксимацією квадратного кореня з двох

- Квадратний корінь з 2, — довжина діагоналі одиничного квадрата, апроксимували вавилоняни старого вавилонського періоду (1900 до н. е. — 1650 до н. е.), як шістдесяткове число

{\displaystyle 1;24,51,10=1+{\frac {24}{60}}+{\frac {51}{60^{2}}}+{\frac {10}{60^{3}}}={\frac {30547}{21600}}=1.41421{\overline {296}}\approx 1.414212\ldots }
Оскільки {\displaystyle {\sqrt {2}}} є ірраціональне число, то воно не може бути точно виражене в шістдесятковій системі числення, але його шістдесятковій запис починається так: 1;24,51,10,7,46,6,4,44 …
- 1 радіан ≈ 57°17′45″ = {\displaystyle 57+{\frac {17}{60}}+{\frac {45}{60^{2}}}} градусів.
- Микола Коперник у знаменитій роботі «Про обертання небесних сфер» (лат. De revolutionibus) дає приблизне значення сидеричного року 365; 15'24 "10 ‴ днів, приблизно 365,25671 днів.